# RBC Bank Women's Challenger 2014
L'RBC Bank Women's Challenger 2014 è stato un torneo di tennis facente parte della categoria ITF Women's Circuit nell'ambito dell'ITF Women's Circuit 2014. Il torneo si è giocato a Raleigh (Carolina del Nord) in USA dal 5 all'11 maggio 2014 su campi in terra verde e aveva un montepremi di $25,000.

## Vincitrici

### Singolare
Heidi El Tabakh ha battuto in finale  Maria Sanchez con il punteggio di 6–3, 6–4

### Doppio
Hsu Chieh-yu /  Alexandra Mueller hanno battuto in finale  Danielle Lao /  Keri Wong con il punteggio di 6–3, 6–3